# Torre de Cambra
La torre de Cambra es una torre vigía y señorial de planta cuadrangular situada en la freguesia de Cambra (concejo de Vouzela, Portugal). En 1997 se efectuó una excavación arqueológica que recuperó centenares de fragmentos cerámicos a su alrededor.
Se piensa que fue levantada entre los siglos XIII y XIV, siendo habitada hasta el XVI o el XVII. Se sabe que a mediados del XVII perteneció a Diogo Gomes de Lemos, comendador de la orden de Cristo.